# Condado de Santa Cruz de los Manueles
El Condado de Santa Cruz de los Manueles es un título nobiliario español de carácter hereditario concedido por Carlos II de España el 15 de febrero de 1693 a Francisco Manuel y Ruíz de León, corregidor de Murcia, Segovia y Burgos, caballero de la Orden de Alcántara y Veinticuatro de Córdoba. 
El 30 de octubre de 1716 el rey Felipe V le otorgó la Grandeza de España, y es su actual propietario Franciso Maestre y Osorio, VI marques de los Arenales que ocupa el décimo segundo lugar en la lista de sucesión en el título.

## Condes de Santa Cruz de los Manueles
1. Francisco Manuel y Ruíz de León. I conde de Santa Cruz de los Manueles.
2. Luis Manuel y Fernández de Córdoba. II conde de Santa Cruz de los Manueles.
3. Ana Catalina Manuel de Lando y Hurtado de Mendoza. III condesa de Santa Cruz de los Manueles.
4. María de las Mercedes de Zayas y Manuel de Lando. IV condesa de Santa Cruz de los Manueles.
5. Nicolás Osorio y Zayas. V conde de Santa Cruz de los Manueles.
6. Ana Isabel Pérez Osorio y Zayas. VI condesa de Santa Cruz de los Manueles.
7. Jacobo Méndez de Vigo y Osorio.VII conde de Santa Cruz de los Manueles.
8. Caralampia Méndez de Vigo y Arizcún. VIII conde de Santa Cruz de los Manueles.
9. Juan Jordán de Urríes y Méndez de Vigo. IX conde de Santa Cruz de los Manueles.
10. María del Pilar Jordán de Urríes y Vieira de Magalhães. X condesa de Santa Cruz de los Manueles.
11. María del Milagro Mercedes Lloréns Casani (Cassani). XI condesa de Santa Cruz de los Manueles.
12. Francisco Maestre y Osorio. XII conde de Santa Cruz de los Manueles, VI marqués de los Arenales.